# Hồn ma báo thù
Trong thần thoại và văn hóa dân gian, hồn ma báo thù (Oán hồi) hay linh hồn báo thù được cho là oan hồn của người chết trở về từ thế giới bên kia để trả thù cho một cái chết tàn nhẫn, không tự nhiên hoặc oan khuất. Trong một số nền văn hóa việc đám tang và an táng hoặc hỏa táng là nghi thức quan trọng, những linh hồn báo thù đó cũng có thể được coi là những hồn ma bất hạnh của những cá nhân không được tổ chức tang lễ đàng hoàng.

## Văn hóa
Khái niệm về một hồn ma báo thù tìm kiếm sự trừng phạt cho sự tổn hại mà nó phải chịu đựng khi còn sống đã có từ thời cổ đại và nhiều nền văn hóa. Theo truyền thuyết, những hồn ma đi lang thang trong thế giới của người sống và tìm cách giải quyết những oán hận và có thể không hài lòng cho đến khi thành công trong việc trừng phạt kẻ giết người hoặc kẻ hành hạ.
Trong một số nền văn hóa, những hồn ma báo thù chủ yếu là phụ nữ, được cho là bị đối xử bất công trong cuộc đời. Những phụ nữ hoặc trẻ em gái như vậy có thể đã chết trong tuyệt vọng hoặc những đau khổ mà họ phải chịu đựng có thể dẫn đến cái chết do bị ngược đãi hoặc bị tra tấn.
Trừ tà là một trong những phong tục tôn giáo được các nền văn hóa thực hiện liên quan đến hồn ma báo thù. Nhóm người Aché phía bắc ở Paraguay đã hỏa táng những người già được cho là chứa đựng những linh hồn báo thù nguy hiểm thay vì chôn cất theo phong tục.

## Ví dụ

### Châu Phi
- Madam Koi Koi là hồn ma của một nữ giáo viên trong truyền thuyết đô thị châu Phi, đã ám ảnh các trường nội trú sau khi một số học sinh gây ra cái chết cho cô.

### La Mã cổ đại
- Lemures trong thần thoại La Mã là những linh hồn lang thang và đầy thù hận của những người không được chôn cất tử tế.[6]